# Рожевий квітник ханів або Історія Криму
«Рожевий квітник ханів або Історія Криму» (тур. Gülbün-i hânân yahud Kırım tarihı) — хроніка присвячена історії Кримського ханства (саме його правителів). Написаний староосманською. Виданий 1811 року в Стамбулі. Автор — принц з роду Ґіреїв Халім Ґерай
Твір написаний прозою і містить біографічні відомості про сорока чотирьох кримських ханів.

## Назва
Відома назва твору Халім Ґерай Хана «Гульбун-і Ханан» українською, «Рожевий квітник ханів», закріпилася внаслідок адаптації російського перекладу книги з турецького її перевидання. Більш точним перекладом, який краще відповідає значенню оригіналу, є «Трояндовий кущ ханів».
|  | Сей бідний раб, проводячи велику частину свого часу за читанням історичних книг і життєписів пророка, схиляючись до пошуків слідів, залишених предками і витягаючи нитки життєвих шляхів поважних і великих шейхів і знавців богослов'я, досліджував також біографії тих ханів і візирів з роду Чінгізова, бутони бажань яких розкрилися в Криму, в Бахчисараї. Але тому що нащадками цього роду життєписи їх предків не були складені, нитка подій була перервана, і навіть самі імена деяких віддані забуттю через рідкісні їх згадки, то я, в відповідно до приказки: від смутку смерть до мене прийде — моя старанність мене вб'є, — почав вивчати їх біографії, впевнений у тому, що заслужу подячну молитву, і витягну відомості з оповідок про Крим і татар історичних творів: Історії «Хайдер-заде», з історичного твору «Сім планет» Ризи-ефенді, з історичних творів Киримі Гафурі, Хурремі Челебі, Абдульвелі-ефенді та збірника Шейх Мехмеда-ефенді, зі збірки Кайсуні-заде і Кефеві Абдульджеліль-ефенді і з інших, до яких я знайшов доступ. І з цих відомостей я склав книгу, що починається з оповіді про Хаджі Гіра, який став причиною прийняття слова «Ґірай» як ім'я ханів і принців, і закінчивши її біографією Вахт Ґірая, що переселився у світ вічності в 1215 (1800) році. Насмілившись на охоплення і запис шляхом скорочення чудових станів в стилі «Хадіка-і вюзера» («Сади візирів»), і завершивши книгу у місяці рабі-уль-Ахіри наприкінці весни щасливого 1226 (травень 1811) року, назвав її «Гульбун-і Ханан» — «Трояндовий кущ ханів». |

## Зміст
Автор книжки, Халім Ґерай, був сином правителя Криму, і виховувався в ханському палаці, там же здобув освіту та мав здібності до віршування. Тому, знаючи історію свого роду, з перших уст, він докладно виклав її прозою, описавши в ньому життя і здобутки 44 кримських ханів.

## Видання
Перше видання «Рожевий квітник ханів або Історія Криму» відбулося ще за життя автора, в Стамбулі і було доволі актуальним в часи російсько-турецькій війні (1806–1812 рр.), одразу ж після того, як автор повернувся з місць сутичок.
Невеличкий тираж видання не задовільнив кримсько-татарську спільноту (яка була змушена виселятися з окупованого Криму), історія їх батьківщини була затребувана, і в 1870 було перевидано книжку, одразу на кількох мовах (адже вона була написана староосманською мовою, а перевидання уже було турецькою та арабською мовами), а потім ще й в 1909 році:
- Halim Giray Sultan, d. 1823 or 4., «Gülbün-i hânân yahud Kırım tarihı», Turkish, Ottoman, (İstanbul): Matbaa-yi Âmire, 1287 (1870), 130, 2p.; 19 cm.[3].
- Halim Giray Sultan, d. 1823 or 4., «Gülbün-i hânân yahud Kırım tarihı», Arabic, (Istanbul): Necm-i İstikbal Matbaası, 1327 (1909?), 232 p. ; 20 cm.[4].

Останнє видання «Gülbün-i hânân yahud Kırım tarihı» відбулося уже 2013 року. Це велика дослідницька робота Стамбульського університету, в якій проведено ретельне дослідження книжки, а також віднайдено чимало біографічних фактів автора книжки:
- «Halim Giray, Gülbün-ü Hânân (Kırım Hanları Tarihi)», Yayına Haz. Alper Başer-Alper Günaydın, İstanbul Üniversitesi, Avrasya Enstitüsü Yayınları, İstanbul, 2013, 16 x 24 cm., V+121+59 s. tıpkı basım sayfa, Türkçe, Karton kapak. ISBN 978-605-860-900-6. стор.[5] (тур.);

## Переклади
Знаковий для кримсько-татарського народу твір довший час не був доступним світовій спільноті (адже написаний був призабутою мовою та ще й обмеженим тиражем), хоча з нього цитувалося чимало матеріалів в історичних працях багатьох турецьких істориків. Тож, в 1909 році молодий кримськотатарський вчений історик Аблякім Ільмій зумів донести до думки й історії Халім Ґерая до читачів, видавши свій переказ (із своїми ж доповненнями і роз'ясненнями) книжки «Gülbün-i hânân yahud Kırım tarihı)» турецькою мовою. З тих пір, про історію Криму, через призму її правителів, почали писати та цитувати чимало істориків.
А вже в 2001 році Кемаль Усеїнов зробив свій переклад уже на російську мову, переказу Ільми Аблякімова та зі своїми роз'яснення окремих термінів і подій, підібрав копії документів та проілюстрував «Рожевий кущ ханів». На жаль, це видання ще більше відрізнялося від оригіналу, оскільки автор часто використовував в поясненнях матеріали з праць: Мухаммеда Різи, Абдульгаффара Киримі, творів турецьких істориків та Миколи Карамзіна.
В Україні книжка привернула увагу науковців та читачів і багато наукових робіт та статей використовували її як джерело інформації. А в 2004 році Сімферопольське видавництво «Доля» видало «Розовый куст ханов или история Крыма» відповідно переказу Аблякіма Ільмія.
Пізніше постало питання видання книжки, тож завдяки ентузіастам з Фонду підтримки бібліотек міста Сімферополя та Криму, при підтримці Міжнародного фонду «Відродження» планується перевидання українською та кримсько-татарською мовами за оригіналом «Gülbün-i hânân yahud Kırım tarihı».